# U-213
U-213 — немецкий подводный минный заградитель типа VII-D времён Второй мировой войны. Заказ на постройку был отдан 16 февраля 1940 года. Лодка была заложена на верфи судостроительной компании «Germaniawerft» в Киле 1 октября 1940 года под заводским номером 645. Спущена на воду 24 июля 1941 года. 30 августа 1941 года принята на вооружение и под командованием обер-лейтенанта цур зее Амелунга фон Варендорфа вошла в состав 5-й флотилии.

## История службы
Совершила 3 боевых похода, успехов не достигла. Потоплена 31 июля 1942 года к востоку от Азорских островов в точке с координатами 36°45′ с. ш. 22°50′ з. д. британскими шлюпами HMS Erne, HMS Rochester и HMS Sandwich. Все 50 членов экипажа погибли.

### Первый поход
24 января 1942 года лодка вышла из Киля и, с заходом на Гельголанд 26 января, отправилась в поход.
За 54 дня, проведенные в море, принимала участие в действиях двух «волчьих стай»:
- 1 февраля 1942 года — 12 февраля 1942 года — «Шлей» (нем. Schlei)
- 1 марта 1942 года — 12 марта 1942 года — «Вестфалл» (нем. Westwall)

7 февраля 1942 года эскорт конвоя ON-63 предотвратил атаку, заставив лодку погрузиться, и нанеся ей затем небольшие повреждения глубинными бомбами.
20 марта 1942 года U-213 вернулась в Брест.

### Второй поход
23 апреля 1942 года U-213 перешла из Киля в Лорьян, и 25 апреля отправилась во второй поход.
За 57 дней, проведенные в море, принимала участие в действиях одной Волчьей стаи:
- 21 мая 1942 года — 27 мая 1942 года — Пфадфиндер (нем. Pfadfinder)

14 мая 1942 года U-213 высадила агента Абвера Альфреда Лангбейна (нем. Alfred Langbein) на канадском побережье возле Сен-Мартина, графство Нью-Брансуик. Миссия называлась операция Grete, во время которой Лангбейн должен был сообщать о выходе конвоев. Задание, впрочем, он провалил и, начав в сентябре 1944 года испытывать проблемы с финансированием, был вынужден сдаться властям. В конце войны был освобожден.
15 мая 1942 года во время тумана в заливе Мэн U-213 была застигнута врасплох эсминцем и слегка повреждена глубинными бомбами.
20 июня 1942 года U-213 вернулась в Лорьян.

### Третий поход и судьба
20 июля 1942 года U-213 вновь перешла из Лорьяна в Брест, и 23 апреля отправилась в третий и последний поход.
31 июля 1942 года к востоку от Азорских островов потоплена в точке с координатами 36°45′ с. ш. 22°50′ з. д. британскими шлюпами HMS Erne, HMS Rochester и HMS Sandwich, унеся с собой жизни всех 50 членов экипажа.

## Командир

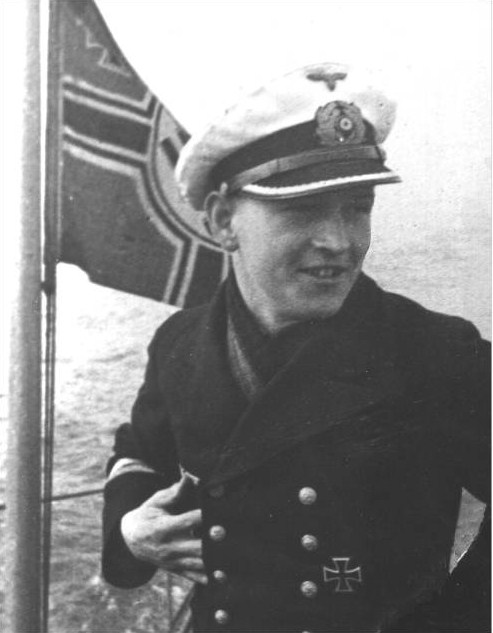
Амелунг фон Варендорф

Единственным командиром лодки с 30 августа 1941 года по 31 июля 1942 года лодки являлся обер-лейтенант цур зее Амелунг фон Варендорф (нем. Oberleutnant zur See Amelung von Varendorff). Представитель Вестфальской линии дворянского рода Варендорф, известного с XIII века. В 1935 году курсантом поступил на службу в германский ВМФ. Морскую подготовку прошёл на учебном барке «Горх Фок», офицерскую — в военно-морской школе в Мюрвике. В 1938 году фендрику фон Варендорфу было присвоено звание лейтенанта цур зее, после чего он был направлен на службу в подводный флот.
Служил вторым помощником подлодки U-47, в том числе во время атаки 14 октября 1939 года, когда лодка проникла на внутренний рейд морской базы ВМФ Великобритании в Скапа-Флоу на Оркнейских островах и потопила линкор «Ройял Оук». В результате этой дерзкой операции, в частности, английский флот был более чем на полгода перебазирован в бухту Лох-Ю, до тех пор, пока не были построены защитные сооружения. Всего за время службы на U-47 с 1939 по 1941 год совершил 10 боевых походов. Награждён Железным крестом 1-го и 2-го классов.

## Флотилии
- 30 августа 1941 года — 31 декабря 1941 года — 5-я флотилия (учебная)
- 1 января 1942 года — 30 апреля 1942 года — 1-я флотилия (боевая служба)
- 1 мая 1942 года — 31 июля 1942 года — 9-я флотилия (боевая служба)